# An der Klosterwiese
Das Naturschutzgebiet An der Klosterwiese liegt auf dem Gebiet der Gemeinde Wermsdorf im Landkreis Nordsachsen in Sachsen östlich des Kernortes Wermsdorf. Unweit südlich des Gebietes verläuft die S 38 und westlich die S 24. Im nordwestlichen Teil und nördlich fließt der Saubach.

## Bedeutung
Das 75 ha große Gebiet mit der NSG-Nr. L 15 wurde im Jahr 1990 unter Naturschutz gestellt.